# Złoty Stok (gemeente)
De gemeente Złoty Stok is een stad- en landgemeente in het Poolse woiwodschap Neder-Silezië, in powiat Ząbkowicki.
De zetel van de gemeente is in Złoty Stok.
Op 30 juni 2004 telde de gemeente 4807 inwoners.

## Oppervlakte gegevens
In 2002 bedroeg de totale oppervlakte van gemeente Złoty Stok 75,63 km², waarvan:
- agrarisch gebied: 45%
- bossen: 46%

De gemeente beslaat 9,43% van de totale oppervlakte van de powiat.

## Demografie
Stand op 30 juni 2004:
| Omschrijving                   | Totaal | Totaal | Vrouwen | Vrouwen | Mannen | Mannen |
| ------------------------------ | ------ | ------ | ------- | ------- | ------ | ------ |
| eenheid                        | aantal | %      | aantal  | %       | aantal | %      |
| inwoners                       | 4807   | 100    | 2488    | 51,8    | 2319   | 48,2   |
| bevolkingsdichtheid (inw./km²) | 63,6   | 63,6   | 32,9    | 32,9    | 30,7   | 30,7   |

In 2002 bedroeg het gemiddelde inkomen per inwoner 1674,54 zł.

## Administratieve plaatsen (sołectwo)
- Błotnica
- Chwalisław
- Laski
- Mąkolno
- Płonica

## Aangrenzende gemeenten
Bardo, Kamieniec Ząbkowicki, Kłodzko, Lądek-Zdrój, Paczków. De gemeente grenst aan Tsjechië.